# Andreas Palicka
Andreas Miroslav Palicka (* 10. července 1986 Lund) je švédský házenkář, hrající na pozici brankáře. Jeho otec je Čech a matka Švédka.
Je odchovancem klubu H43 Lund. Od roku 2002 chytal za prvoligový Redbergslids IK, s nímž získal v roce 2003 švédský titul. Roku 2008 přestoupil do THW Kiel, kde vyhrál šestkrát německou ligu (2009, 2010, 2012, 2013, 2014 a 2015), dvakrát Ligu mistrů (2010 a 2012) a v roce 2011 IHF Super Globe. Sezónu 2015/16 strávil v dánském klubu Aalborg Håndbold, v letech 2016 až 2021 hrál za Rhein-Neckar Löwen a v roce 2017 se stal znovu mistrem Německa. Pak se nakrátko vrátil do Redbergslids IK, aby pomohl týmu se záchranou v nejvyšší soutěži. Od července 2022 je hráčem Paris Saint-Germain Handball.  
V roce 2007 vyhrál se švédským týmem mistrovství světa juniorů v házené a krátce nato debutoval v seniorské reprezentaci. Startoval na jedné olympiádě, čtyřech světových a třech evropských šampionátech, odehrál 147 mezistátních utkání a vstřelil 15 branek. Na mistrovství světa v házené mužů 2021 získal stříbrnou medaili a byl vyhlášen nejlepším gólmanem turnaje. V roce 2022 se stal mistrem Evropy, když ve finále proti Španělsku zaznamenal jedenáct zákroků, jednou skóroval a získal cenu pro hráče zápasu. 
V roce 2020 byl zvolen švédským házenkářem roku. Získal také ocenění Stora Grabbars och Tjejers Märke. Mezi fanoušky je populární díky svým akrobatickým zákrokům.